# イリジウム192
イリジウム192（Iridium-192、192Ir）は、半減期73.83日のイリジウムの放射性同位体であり、β（ベータ）線とγ（ガンマ）線を放出して崩壊する。192Irの約96%がβ線とγ線の放出によって崩壊し、192Ptに変化する。β粒子の一部は他の192Irの原子核に捕獲され、192Osに変換される。この電子捕獲は192Irの残りの4％の崩壊に関与している。 イリジウム192は通常、天然に存在するイリジウム金属の中性子放射化によって生成される。
イリジウム-192は非常に強いγ線を放出し、距離30cmでのγ線の線量定数は約1.54μSv・h-1・MBq-1、比放射能は341TBq・g-1（9.22kCi・g-1）である。 崩壊過程では0.2強～0.6MeVの間に主な7段階のエネルギー準位が観察される。
イリジウム192は、金属部品の欠陥を見つけるための工業用X線撮影におけるガンマ線源として一般的に使用されている。 また医学においては、放射線治療、特に小線源治療における放射線源としても使用されている。
イリジウム192は汚い爆弾の原料ともされ、米国原子力規制委員会が追跡している、爆弾作成に充分な量の放射性物質が行方不明となったケースの多くを占めている。
1971年には千葉県千葉市で非破壊検査用のイリジウム192が作業員の不手際により身元不明線源となり、知らずに拾得・接触した6人が被曝する事故が発生した。

## 参考資料
1. ↑  “Radioisotope Brief: Iridium-192 (Ir-192)”. 2012年3月20日閲覧。
2. ↑  Braggerly, L. L. (1956). The radioactive decay of Iridium-192 (Pd.D. Thesis). Pasadena, Calif.: California Institute of Technology. pp. 1, 2, 7.
3. ↑  “Isotope Supplier: Stable Isotopes and Radioisotopes from ISOFLEX - Iridium-192” (英語). www.isoflex.com. 2017年10月11日閲覧。
4. ↑  Unger, L M; Trubey, D K (May 1982). Specific Gamma-Ray Dose Constants for Nuclides Important to Dosimetry and Radiological Assessment (PDF) (Report). Oak Ridge National Laboratory. 2018年3月22日時点のオリジナル (PDF)よりアーカイブ。
5. ↑  Delacroix, D; Guerre, J P; Leblanc, P; Hickman, C (2002). Radionuclide and Radiation Protection Data Handbook. 98 (2nd ed.). Ashford, Kent: Nuclear Technology Publishing. 9–168. doi:10.1093/OXFORDJOURNALS.RPD.A006705. ISBN 1870965876. PMID 11916063
6. ↑  Charles Hellier (2003). Handbook of Nondestructive Evaluation. McGraw-Hill. p. 6.20. ISBN 978-0-07-028121-9
7. ↑  Steve Coll (2007年3月12日). “The Unthinkable”. The New Yorker 2007年3月9日閲覧。
8. ↑  千葉市におけるイリジウムによる放射線被ばく事故 (09-03-02-11) - ATOMICA -